# گابریل دالمن
گابریل دالمن (انگلیسی: Gabrielle Daleman؛ زادهٔ ۱۳ ژانویهٔ ۱۹۹۸) اسکیت‌باز نمایشی اهل کانادا است. وی همچنین از برندگان مدال‌های بازی‌های المپیک زمستانی است.